# استئصال الدريقات
يشمل الاستئصال الجراحي للدريقات (بالإنجليزية: Parathyroidectomy)‏ واحدة أو أكثر من الغدد الدريقية الأربع (عادة)، وتُجرى هذه العملية لاستئصال ورم غدي أو فرط تنسج أصاب هذه الغدد وأدى لإفرازها كميات مفرطة من الهرمون جار الدريقي (باراثورمون)، وهو ما يُعرف بفرط الدريقات. عادةً تكون الغدد الدريقية أربعًا، وتتوضع بالقرب من السطح الخلفي للغدة الدرقية، ولكن موقعها الدقيق متغير. قد يُجرى عند ملاحظة ارتفاع مستوى الهرمون الدريقي تصوير ومضاني باستخدام السيستاميبي أو بالأمواج فوق الصوتية من أجل تأكيد وجود نسيج دريقي شاذ وتحديد موقعه.

## دواعي استئصال الدريقات
يُعتبر فرط الدريقات الأولي الداعي الرئيسي لاستئصال الغدد الدريقية، ويتمثل بإنتاج إحدى هذه الغدد على الأقل كميات مفرطة من الهرمون الدريقي. لا تتطلب جميع حالات فرط الدريقات الأولي هذا الإجراء الجراحي، ولكن يوصى به إذا تسببت الحالة بأعراض مهمة أو أثرت على الكلى (أدت لكلاس كلوي) أو صحة العظام (أدت لهشاشتها)، ولدى المرضى الذين تقل أعمارهم عن الخمسين حتى وإن لم تظهر عليهم الأعراض. لا يمكن توقع ما إن كان الورم الدريقي خبيثًا (أي قادرًا على غزو النسج الأخرى أو الانتشار في مواقع مغايرة) دائمًا، لذا يُعتبر أي شك بوجود سرطانة دريقية داعيًا لإجراء الجراحة.
قد يكون استئصال الدريقات ضروريًا أيضًا في حالات فرط الدريقات الثانوي، والتي تنشأ بشكل رئيسي لدى الأشخاص المصابين بأمراض كلوية مزمنة وشديدة تنشط فيها الدريقات بشكل مفرط لتعوض انخفاض مستويات الكالسيوم والفيتامين د المترافق عادةً مع هذه الأمراض. في كثير من الحالات، يتحسن إنتاج الهرمون الدريقي عندما تُعالج هذه الشذوذات بالأدوية، ولكن في البعض منها، ترتفع مستويات الهرمون باستمرار بعد ستة أشهر من بدء العلاج، ويُعتقد أن ذلك يعود لإنتاج الغدد للهرمون بآلية مستقلة، وفقدان آليات التلقيم الراجع. قد يكون الاستئصال الجراحي للدريقات ضروريًا في هذه الحالة، وخصوصًا إذا حافظت مستويات الكالسيوم والفوسفات على ارتفاعها، أو ترسب الكالسيوم على جدران الأوعية الدموية (التأق التكلسي في الحالات الشديدة)، أو في حال وجود مرض عظمي متفاقم. وقد يحسن استئصال الدريقات من بُقيا مرضى الغسيل الكلوي. لا يُستخدم هذا الإجراء الجراحي كثيرًا على ما يبدو.

## الإجراء
تتطلب العملية الجراحية تخديرًا عامًا (دون وعي أو ألم) أو موضعيًا (دون ألم فقط)، يجري الجراح شقًا بطول إنش تقريبًا (2.54 سنتمرات) في العنق تحت الحنجرة مباشرة (تفاحة آدم)، ويحدد موقع الدريقات الشاذة، ويمكن أن يساعد فحص ما قبل الجراحة بواسطة التصوير بالسيستاميبي على تحديد موقع هذه الدريقات، وقد يفيد أيضًا في الحد من مدى الاستقصاء الجراحي عند استخدامه بالتزامن مع مراقبة الهرمون الدريقي أثناء العملية. سيحدد سير المرض أو المشكلة المعينة عدد الغدد الدريقية التي ينبغي استئصالها، لكن يجب ترك بعض النسج الدريقية في مكانها لتساعد على الوقاية من قصور الدريقات.
عادةً ما يكون التعافي بعد العملية سريعًا، فتعود مستويات الهرمون الدريقي إلى طبيعتها خلال 10-15 دقيقة، ويمكن تأكيد ذلك بإجراء تقييم سريع أثناء العملية، ولكن قد تستغرق الغدد الدريقية المتبقية ساعات إلى عدة أسابيع حتى تعود لمستوياتها الوظيفية الطبيعية (لأنها قد تصبح خاملة)، لذا يكون تناول متممات الكالسيوم ضروريًا عادةً للوقاية من أعراض نقصه في الدم واستعادة الكتلة العظمية الضائعة.

## المضاعفات
في حين أن النقص الخفيف في كالسيوم الدم يُعتبر عرضًا شائعًا بعد الاستئصال الجزئي للدريقات، قد يعاني بعض المرضى مطولًا من مستويات منخفضة باستمرار من الكالسيوم، وهو ما يسمى بمتلازمة العظام الجائعة، ورغم تنشّط الغدد الدريقية غير المستأصلة لتنتج مستويات طبيعية إلى مرتفعة من الهرمون الدريقي، يحافظ كالسيوم الدم على انخفاضه، ويستمر اضطراب التوازن بين دخول الكالسيوم إلى العظام وخروجه منها لصالح الأول، وتُعتبر العظام «جائعة» لاستهلاكها المعادن دون التأثر بالهرمون الدريقي، ويستمر كل من الكالسيوم، والمغنيزيوم والفوسفات بالترسب داخل العظام، ما يؤدي لنقص كل من هذه العناصر في الدم. قد تستدعي الحاجة التناول المطوّل لمتممات الكالسيوم. وتُعتبر متلازمة العظام الجائعة شائعة خصوصًا لدى المرضى الذين يخضعون لغسيل كلى منتظم وطويل الأمد.